# Sophronica striatipennis
Sophronica striatipennis là một loài bọ cánh cứng trong họ Cerambycidae.